# Alfred Mellon

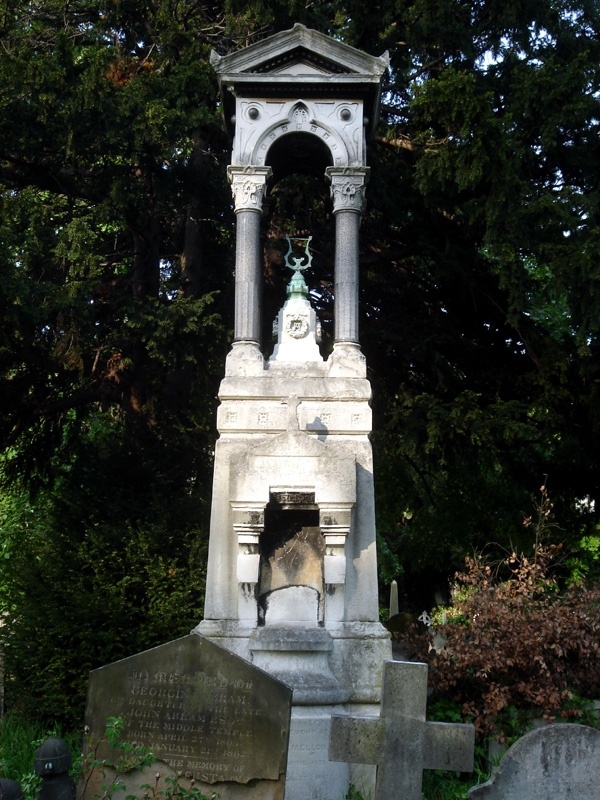
Tomba de Mellon al cementiri Brompton de Londres

Alfred Mellon (Birmingham, 7 d'abril de 1820 – Wandsworth, 24 de març de 1867) fou un violinista, compositor i director d'orquestra anglès.
Mellon va néixer a Birmingham, de pare francès. A l'edat de 12 anys es va unir a la banda al Theatre Royal d'aquesta ciutat, convertint-se en líder als 16 anys abans de traslladar-se a Londres el 1844. Va estudiar amb Bernhard Molique a Stuttgart i després va tornar a Londres per tocar el violí a l'òpera i altres orquestres.
Al voltant del 1846 Mellon dirigia el Teatre de Birmingham on entre altres alumnes tenia el seu conciutadà Edward Bache i en aquella època es presenta en aquest teatre l'oratori Elies dirigit pel seu mateix compositor Mendelssohn. Després Mellon tocaba el violí en l'òpera i altres orquestres, i després es va convertir en director del ballet a la Royal Opera Italiana, Covent Garden. Fou el proper director de la música en els teatres d'Haymarket i Adelphi, i posteriorment director del Pyne i Harrison Anglès Opera Company, que el 1859 va produir la seva òpera, Victorine, al Covent Garden. Mellon va ser director de la Societat Musical i dels Promenade concerts, que durant diverses temporades van ser fets sota el seu nom al Covent Garden. Al setembre de 1865, va ser nomenat director de la Societat Filharmònica de Liverpool.
Com a compositor, Mellon va escriure dues òperes: The Irish Dragoon (1845) i Victorine (1859), quartets de corda, peces per a piano, glees (incloent Crown'd with clusters of the vine, 1850), balades i cançons per a obres de teatre i farses.
Es va casar amb Sarah Woolgar, una coneguda actriu el 28 de juliol de 1855. Hi havia dues filles, la més jove de les quals, Mary Woolgar Mellon, també es va convertir en actriu. Mellon va morir a casa seva a The Vale, Chelsea, i està enterrat al cementiri de Brompton, Londres. Era tan conegut i respectat que milers de persones van assistir al seu funeral.